# Marco Galiazzo
Marco Galiazzo, italijanski lokostrelec, * 7. maj 1983.
Sodeloval je na lokostrelskem delu poletnih olimpijskih iger leta 2004, kjer je osvojil prvo mesto v individualni in 7. mesto v ekipni konkurenci.